# Археолошки музеј у Солуну
Археолошки музеј у Солуну (грчки Αρχαιολογικό Μουσείο Θεσσαλονίκης Arkheoloyikó Mousío Thessaloníkis) се сматра за један од најбољих у Европи. Налази се у близини познатог Белог Торња и на супротној страни од градског ватрогасног дома. Музеј поседује велику колекцију укључујући и невероватне драгоцености у виду гробнице оца Александра Великог, Филипа Македонског, која је откривена у Вергини 1977. године. Друга драгоценост је из 3. века п. н. е. папирус Дервеније, једини нетакнути древни папирус нађен у Грчкој, који је откривен у гробници Дервеније. Друге просторије музеја садрже експонате који осликавају историју града још из праисторијских дана све до Римског периода, укључјући спектакуларне мозаике као и чаше из Хеленистичког доба. Садржи и интерпретира артефакте из праисторијског, архајског, класичног, хеленистичког и римског периода, углавном из града Солуна, али и из региона Македоније уопште.

## Зграда и изложбе
Музеј је смештен у згради коју је дизајнирао архитекта Патроклос Карантинос и представља пример модерних архитектонских трендова Грчке. Изграђен 1962. године, музеј је 1980. године добио ново крило, у којем су били изложени налази из Вергине, све до 1997. Године 2001. и 2004. године, уочи Олимпијских игара у Атини 2004., музеј је опсежно реновиран, а његове сталне поставке реорганизоване. Централне просторије чувају експонате са археолошких ископавања спроведених у Солуну и ширем подручју Македоније. У новом крилу су смештене две изложбе: Злато Македоније, са артефактима са гробља Синдос, Агиа Параскеви, Неа Филаделфиа, Макригиалос, Дервени, Лете, Серрес и Европос; и Солунска област у праисторији, са материјалом из праисторијских насеља, од неолита до раног и позног бронзаног доба. Тренутно је у централном делу музеја изложена збирка архаичних до касноримских скулптура из Солуна и Македоније уопште. Они илуструју историју Солуна од праисторије до касне антике. У овим просторијама су приказани архитектонски чланови јонског храма из 6. века пре нове ере, скулптуре свих периода из Македоније, експонати са ископавања у комплексу палате који је Галерије изградио у центру Солуна, реконструкција фасаде македонске гробнице у Аги. Параскеви, са правим архитектонским члановима, и налазима (углавном златним артефактима) архајског и класичног периода са синдошког гробља. У свим овим просторијама издвојени су поједини значајни експонати и дате додатне информације о њима како би посетиоци могли да увиде значај сваког експоната и простора и периода из којег потиче. Археолошки музеј, поред сталних поставки, угошћује и значајне привремене и тематске изложбе. У соби Манолиса Андроника, на пример, налази се изложба под називом Новчићи Македоније од 6. века до 148. године пре нове ере, са примерима новца који је кружио у Македонији у том периоду. Витрина у предворју музеја приказује неке налазе са ископавања неолитског насеља у Макригиалосу у Пиерији, уз информације о напретку ископавања.У новом крилу, изложба Злато Македоније обухвата налазе са бројних ископавања у Централној Македонији. Узимајући историју злата као централну тему, представља културу Македоније од 6. века пре нове ере до 148. п. н. е, говорећи о употреби злата (накит, украси за сате, позлата предмета и посуда, новчића), технологији израде. златног накита и технике вађења злата. Бројни су налази и са гробља и много је описа њихове улоге у погребним обичајима.
Изложба Солун у праисторији има за циљ да поново створи слику приобаља Термаског залива пре изградње града Солуна. Представља прва ископавања, која су током Првог светског рата извршиле британске и француске трупе, и налазе из најважнијих праисторијских насеља на том подручју (Терми, Василика, Ставроуполи, Ораиокастро, Асирос, Тоумба и Кастана) подељених на три хронолошке групе (неолит, рано и касно бронзано доба)

### Откриће могуће оригиналне статуе Александра
Дана 26. фебруара 2010, грчке власти су ухапсиле двојицу мушкараца пронађених у илегалном поседу разних антиквитета, укључујући бронзану статуу Александра, која је вероватно Лисипово дело. Ако се потврди, то би га учинило првим оригиналним Лисиповим делом икада откривеним. Статуа се тренутно испитује у лабораторији музеја, од које се очекује да потврди или демантује њену аутентичност.

## Значајни експонати
- Фрагменти мермерног саркофага који приказује каледонски лов на вепра.
- Дервени кратер
- Статуа Харпократа (2. век н.е.)
- Глава Сераписа (2. век п. н. е.)
- Бронзани шлем и златна маска (гробље Синдос, крај ВИ века п. н. е.)
- Мермерна врата (гробница Агие Параскеви у Македонији)
- Копија "Откривања" Афродите (421/420. п. н. е.)
- Златне медаље (250–225. п. н. е.)
- Интарзирани подови (мозаик)
- Златне дијадеме, златни дискови и златне главе Медузе (350—325. п. н. е.)
- Дервенски папирус (крај 5. века п. н. е.)

## Галерија
- Натпис посвећен краљици Тесалоники, ћерки Филип II Македонски
- Древномакедонске монете
- Цитра
- Мермерна статуа Диониса
- Саркофаг са приказом Тројанског рата
- Глава бога Сераписа
- Глава Александар Македонски (175—200)
- Дијадема Седеш (320—300. п. н. е.)
- Дервенски кратер
- Златни предмети
- Златни штит
- Шлем
- Бронзани кратер
- Мермерна статуа Октавијан Август
- Келтска богиња Епона
- Композиција Диониса (200—250)
- Архитектонски елементи